# Морено Бонилья, Хуан Мануэль
Хуан Мануэль Море́но Бони́лья (исп. Juan Manuel Moreno Bonilla; род. 1 мая 1970, Барселона) — государственный и политический деятель Испании. Член Народной партии Испании, с 18 февраля 2019 года занимает должность председателя правительства Андалусии.

## Биография
Хуан Мануэль Морено Бонилья происходит из андалусской крестьянской семьи, переехавшей в поисках лучшей жизни в Каталонию. Вскоре после рождения Хуана Мануэля семья вернулась в Андалусию, в Малагу. Морено Бонилья учился на психолога в Малагском университете, но вскоре понял, что его призвание — политика, и в 19 лет вступил в Народную партию. Участвовал в организации партийной организации среди студентов, возглавлял малагское отделение молодёжной организации партии — «Новые поколения». В 25 лет занял должность советника по вопросам молодёжи и спорта мэрии Малаги с Селией Вильялобос во главе. 27-летним Морено Бонилья стал депутатом парламента Андалусии от Малаги.
С 2000 по 2004 году — депутат в Конгрессе депутатов Испании от автономного сообщества Кантабрия, а с 2007 по 2011 году был депутатом от провинции Малага. Кроме того, имеет опыт законодательной деятельности в Сенате Испании (2014—2017 год) и Парламенте Андалусии (2015—2019 год). 18 января 2019 года стал президентом регионального правительства Андалусии при поддержке партий «Голос» и «Граждане — Гражданская партия». С 2006 года женат на политологе Мануэле Вильене. Имеет троих детей.